# Nadeschda Nikolajewna Ladygina-Kohts

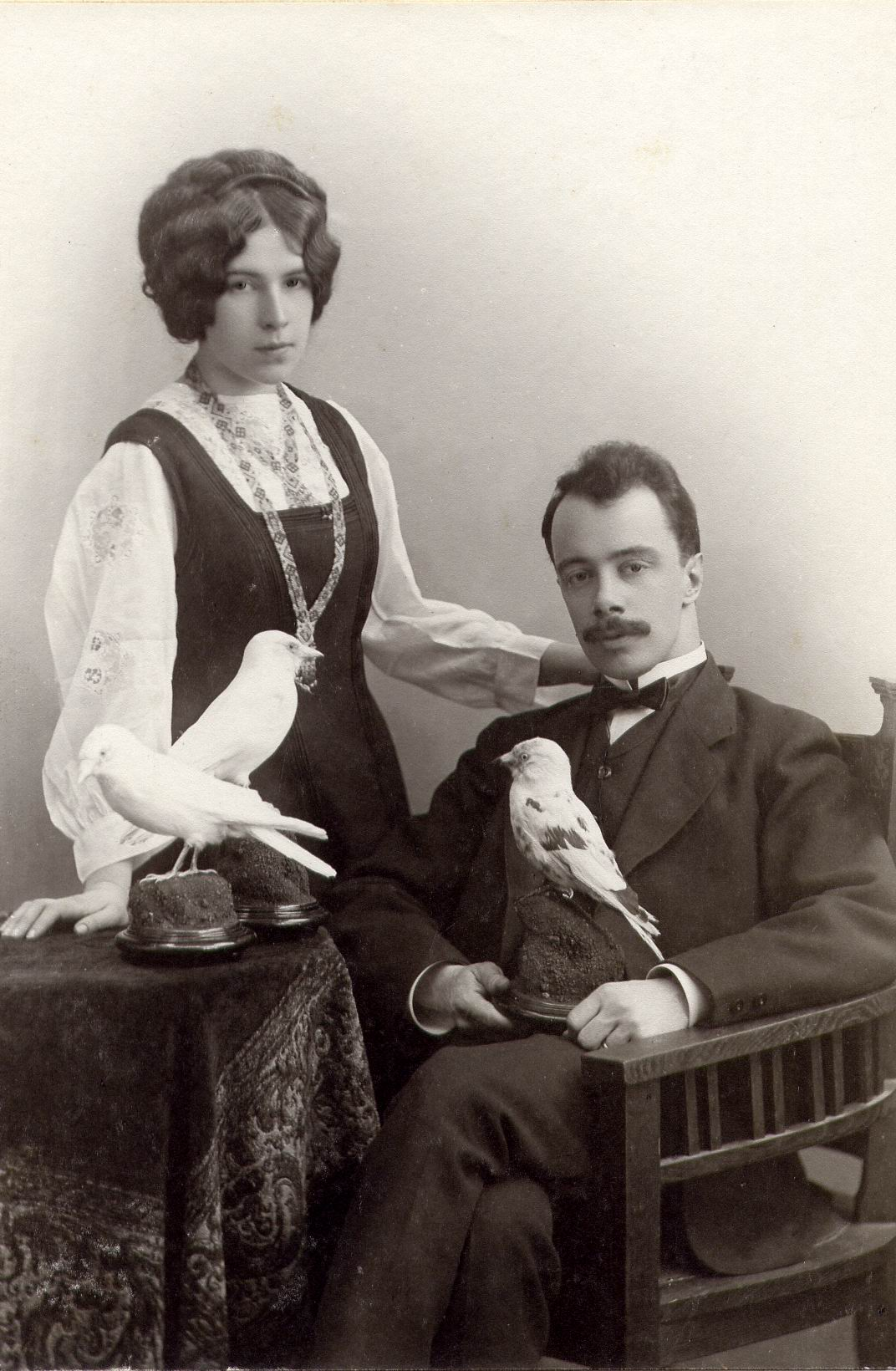
Nadeschda Nikolajewna Ladygina-Kohts gemeinsam mit Alexander Erich Kohts

Nadeschda Nikolajewna Ladygina-Kohts (russisch Надежда Николаевна Ладыгина-Котс, Nadeschda Nikolajewna Ladygina-Kots; auch Nadia Kohts sowie Nadezhda Ladygina-Kohts; * 6. Maijul. / 18. Mai 1889greg. in Pensa; † 3. September 1963 in Moskau) war eine russische Psychologin und Verhaltensforscherin. Sie wurde dadurch bekannt, dass sie als eine der ersten wissenschaftlichen Forschungen an Primaten, vor allem an Schimpansen (Pan troglodytes) und Rhesusaffen (Macaca mulatta), durchführte.

## Biographie
Nadeschda Ladygina-Kohts war die Frau von Alexander Erich Kohts, der im Jahre 1907 das Staatliche Darwin-Museum in Moskau gründete. Ladygina-Kohts begann dort mit verschiedenen psychophysikalischen Verhaltensstudien an Primaten, um deren Wahrnehmung auf Formen und Farben zu testen. Sie machte dabei auch als erste Versuche mit sogenannten „Affenbildern“, indem sie die Tiere mit verschiedenen Malutensilien Bilder anfertigen ließ. Dadurch leistete sie wichtige Grundlagenarbeit zum kognitiven Verständnis von Primaten, die in späteren Jahren durch weitere Experimente von den bekannten Primatologen Robert Yerkes und Desmond Morris wieder aufgegriffen und mit verschiedenen anderen Affenarten (u. a. an Orang-Utans) erfolgreich fortgeführt wurden. Ladygina-Kohts war zudem die erste Wissenschaftlerin, die bei einem Primaten eine empathische Verhaltensreaktion beobachtete und beschrieb. Ihr Versuchstier war dabei der von ihr handaufgezogene Schimpanse „Yoni“ (Sanskrit, f., योनि, yoni, wörtl.: Ursprung).

## Veröffentlichungen
- N. N. Ladygina-Kohts: Infant Chimpanzee and Human Child A Classic, Comparative Study of Ape Emotions and Intelligence. (1935), Edited by Frans de Waal, Oxford University Press, New York 2002, ISBN 0-19-513565-2.